# Årset
Årset is een plaats in de Noorse gemeente Ålesund, provincie Møre og Romsdal. Årset telt 474 inwoners (2007) en heeft een oppervlakte van 0,46 km².